# Árstíðir Lífsins
Árstíðir Lífsins (dt.  „Jahreszeiten des Lebens“; vereinfacht auch Arstidir Lifsins prononciert) ist eine deutsch-isländische Pagan-Metal-Band.

## Geschichte
Das Projekt wurde 2008 von Gitarrist Stefán Drechsler ins Leben gerufen, mit der Intention, sich der altnordischen Literatur, Kunst und Geschichte auf einem musikalischen und anspruchsvollen Weg anzunähern. Drechsler hatte zuvor bereits im Jahre 2000 die Bad Segeberger Pagan-Metal-Gruppe Kerbenok mitbegründet. Kurze Zeit später stießen die beiden Sänger  Jorge Scholz, welcher zuvor in der Kieler Viking Metal Formation Drautran aktiv war und Marcel Dreckmann, Frontmann der Gruppe Helrunar hinzu. Zugleich stieg der isländische Multiinstrumentalist Árni Bergur Zoëga, welcher sowohl sämtliche Schlagzeug- und Perkussionsaufgaben übernahm, als auch sämtliche Streichinstrumente bei Árstíðir Lífsins spielt, in die Band ein.
Im Oktober 2010 erschien das Debütalbum Jǫtunheima dolgferð (dt. „Der Weg des Dolches in Jötunheim“) über Ván Records, welches als Doppel-Vinyl eine Spiellänge von über 70 Minuten aufweist. Das Nachfolgewerk Vápna lækjar eldr erschien im Mai 2012. Scholz verließ das Projekt 2013 aus persönlichen Gründen, von da an übernahmen Dreckmann, Dtechsler und Zoëga sämtliche Gesangsspuren. (Scholz wiederum stieg 2014 bei Fyrnask als Gitarrist ein) Neben einer EP und einer Split mit Helrunar erschien das dritte Album Aldafǫðr ok munka dróttinn im Dezember 2014. Ende April 2019 erfolgte die Veröffentlichung des aktuellen, vierten vollwertigen Albums Saga á tveim tungum I: Vápn ok viðr.

## Stil
Neben starken Einflüssen aus der Spielart der zweiten Welle des Black Metals ließ Drechsler auch traditionelle Folk- und moderne Ambient-Elemente in die Musik von Árstíðir Lífsins einfließen. Obgleich der gutturale Gesang dominiert, gestaltet sich der Klargesang vielseitig und reicht von tiefem Chorgesang bis hin zu erzählendem Narrativton. Die Texte sind ausschließlich in altnordischer Sprache verfasst und behandeln Themen der nordisch-germanischen Sagenwelt und neuheidnische-spirituelle Themen. Neben den genretypischen Rhythmusinstrumenten kommen auch Viola, Cello, Vibrafon, Piano und Orgel zum Einsatz.

## Diskografie
Studioalben
- 2010: Jǫtunheima dolgferð (CD/2xLP/FLAC; Ván Records)
- 2012: Vápna lækjar eldr (CD/2xLP/FLAC; Ván Records)
- 2014: Aldafǫðr ok munka dróttinn (2xCD/2xLP/FLAC; Ván Records)
- 2019: Saga á tveim tungum I: Vápn ok viðr (CD/2xLP/FLAC; Ván Records)
- 2020: Saga á tveim tungum II: Eigi fjǫll né firðir (CD/2xLP/FLAC; Ván Records)
- 2024: Aldrlok (2xCD/2xLP/FLAC; Ván Records)

EPs
- 2014: Þættir úr sǫgu norðrs (CD/LP/AAC/ALAC/FLAC/MP3/Ogg; Ván Records)
- 2012: Heljarkviða (CD/12"/FLAC/MP3; Ván Records)
- 2023: Hermalausaz (CD/MP3; Ván Records)

Splits
- 2013: Fragments – A Mythological Excavation mit Helrunar (2xCD; Lupus Lounge / Prophecy Productions)
- 2020: Aldrnari mit Carpe Noctem (CD/LP, Ván Records)

Beiträge auf Kompilationen
- 2012: Gyldis Kind Hefr Aldrei Dvalist A Einum Stad auf Roadburn 2012
- 2015: Norðsæta Gætis, Herforingja Ormsins Langa auf Battle Metal Vol. IX (Defenders Of The Faith)